# Karum

Zentralanatolien während der kārum-Zeit

kārum (assyrisch, Plural: karū) bezeichnete einen assyrischen Anlegeplatz oder Hafen. Es wurde auch für altassyrische Handelskolonien von Kaufleuten (tamkarum) in Anatolien verwendet, die im 19. Jahrhundert v. Chr. dort entstanden und bis zum Ende des 18. Jahrhunderts v. Chr. bestanden. Kleinere Handelsstationen dagegen wurde wabartum genannt.
Das wichtigste kārum war Kültepe (Kaniš), der der Zentralort der altassyrischen Handelskolonien in Anatolien war. Andere karū waren unter anderem Amkuwa (verm. Alışar Höyük), Hattuš (Boğazkale), Šamuḫa  (Kayalıpınar), Tamnia (ev. Nefesköy), Durḫumit und Purušḫanda. Die karū unterstanden einer eigenen Verwaltung, dem bēt kārim (‘Haus der Handelsniederlassung’). Dieses war auch im Handel tätig und konnte gegen Schuldner vorgehen, Häuser versiegeln oder beschlagnahmen.